# Беляев, Стефан Иванович
Стефан Иванович Беляев (посл. треть XVII в. — ок. 1720) — русский композитор, государев певчий дьяк.

## Биография и творчество
Происходил из певческого рода Беляевых. Его отцом был Иван Беляй, государев певчий дьяк, занимавший высокое положение в хоре государевых певчих. Сам Стефан, или Степан, был принят в хор 30 октября 1693 года; в 1695 году в хор были приняты и его младшие братья Пётр и Осип. Вероятно, отец сам руководил музыкальным образованием сыновей. В «Очерках по истории музыки в России с древнейших времён до конца XVIII века» Н. Ф. Финдейзена Стефан Беляев назван учеником южно-русских певцов.
В 1696 году Иван Беляй умер, и после его смерти Стефан стал одним из ведущих певчих. Вероятно, к 1690-м годам относится создание им четырёхголосной партитуры песнопений Октоиха. В 1701 году Стефан Беляев был назначен уставщиком, то есть руководителем хора. На протяжении последующих двадцати лет его музыкальная деятельность была связана с государевым хором.
Поскольку сам Пётр I имел обыкновение петь в хоре, Стефан Беляев попал в число приближенных к царю особ. Известно, что Пётр приглашал его участвовать в различных празднествах; кроме того, Беляев сопровождал царя в военных походах и в путешествиях, в том числе по Европе в 1716—1717 годах. В награду за свою службу он получил от царя две вотчины. После 1720 года имя Беляева более не встречается в архивных документах.
Сохранились певческие рукописные сборники и книги партий, в которые входят гармонизации и оригинальные сочинения Стефана Беляева. Среди них особо примечательны созданные им гармонизации песнопений Октоиха. Вероятно, он также является автором ряда песнопений, созданных с соблюдением принципов системы осмогласия. Благодаря многоголосным партесным сочинениям Беляева и его современников эта система продолжила своё существование в XVII—XVIII веках.